# Garry Brooke
Garry James Brooke (Bethnal Green, 24 novembre 1960 – Londra, 18 gennaio 2025) è stato un calciatore inglese, di ruolo centrocampista.

## Palmarès

### Competizioni nazionali
- Coppa d'Inghilterra: 2

Tottenham: 1980-1981, 1981-1982
- Charity Shield: 1

Tottenham: 1981
- Campionato inglese di seconda divisione: 1

Norwich City: 1985-1986

### Competizioni internazionali
- Coppa UEFA: 1

Tottenham: 1983-1984